# Kolonia Malennik
Kolonia Malennik (prononciation : [kɔˈlɔɲa maˈlɛnnik]) est une localité polonaise de la gmina de Potok Górny dans le powiat de Biłgoraj de la voïvodie de Lublin dans l'est de la Pologne.
Elle se situe à environ 12 kilomètres à l'ouest de Potok Górny (siège de la gmina), 28 kilomètres au sud-ouest de Biłgoraj (siège du powiat) et 94 kilomètres au sud de Lublin (capitale de la voïvodie).
La localité comptait approximativement une population de 100 habitants en 2008.

## Histoire
De 1975 à 1998, le territoire de la localité est attaché administrativement à la voïvodie de Zamość.

Depuis 1999, elle fait partie de la voïvodie de Lublin.